# Chancellor Williams
Chancellor Williams (* 22. Dezember 1898 oder 1905 in Bennettsville, South Carolina; † 7. Dezember 1992) war ein US-amerikanischer Historiker, Soziologe und Schriftsteller.

## Leben
Williams wurde als jüngstes von fünf Kindern einer afroamerikanischen Familie geboren. Er interessierte sich schon sehr früh für die Kultur und das Schicksal der Schwarzen. Er las in seiner Jugend führende schwarze Zeitungen wie das Norfolk Journal and Guide oder The Crisis sowie die Werke wichtiger schwarzer Autoren wie Booker T. Washington oder W. E. B. Du Bois. Dadurch erlangte er eine Perspektive auf die Geschichte der Schwarzen, die der in den von Weißen geschriebenen Geschichtsbüchern der Südstaaten widersprach. Im Alter von 14 Jahren ging er nach Washington, um dort die High School zu besuchen, was ihm zu Hause nicht möglich war. 1925 immatrikulierte er sich an der Howard University und machte 1930 sein Examen. 1935 machte er einen Masterabschluss in Geschichte; Thema seiner Arbeit war "Der sozioökonomische Status der freien Schwarzen im District of Columbia 1830-1860". Danach arbeitete er bis 1937 als Verwaltungschef der Cheltenham School for Boys in Maryland und unterrichtete 1939–41 an verschiedenen Schulen in Washington. Von 1941 bis 1946 hatte er verschiedene Anstellungen bei der US-Bundesregierung, z. B. bei der Volkszählungs- oder der Preisregulierungsbehörde.
Zu dieser Zeit schrieb er sein erstes Buch, The Raven, einen historischen Roman über das Leben von Edgar Allan Poe; er erschien 1943. 1946 folgte ein längerer Essay namens And If I Were White; es war eine Replik auf eine Sammlung von Essays weißer Autoren, die If I Were a Negro betitelt war. Im September desselben Jahres ging er als Dozent für Sozialwissenschaften zurück an die Howard University. 1949 beendete er seine Dissertation über die sogenannten storefront churches, afroamerikanische Kirchengemeinden, die aus Geld- und Platzmangel ihre Gottesdienste in gemieteten Läden und Lagerhäusern statt in Kirchen hielten. Er erhielt dafür den Ph.D.-Grad an der American University. 1952  verarbeitete er die Thematik seiner Doktorarbeit zu dem Roman Have you been to the River. Hauptfigur ist Liza Jackson, die, verblendet von den Verkündungen eines Predigers, Mann und Kinder im Stich lässt und erst auf dem Totenbett ihren Fehler einsieht.
Die nächsten 20 Jahre verbrachte Williams mit der Erforschung der Kultur und Geschichte Afrikas. 1953/54 ging er als Gastdozent nach Oxford und London, um Bildung und Kultur der dortigen Schwarzen zu untersuchen. In den späten 1950er Jahren ging er nach Ghana, um in umfangreichen Studien den Ursprüngen der afrikanischen Kultur vor dem Beginn europäischer und asiatischer Einflussnahme auf die Spur zu kommen. Die Ergebnisse dieser Forschungen publizierte er 1961 in dem Buch The Rebirth of African Civilization und ging im selben Jahr an die Howard University zurück, wo er seinen früheren Mentor William Leo Hansberry als Geschichtsprofessor ablöste.
1963/64 ging er wieder nach Afrika und untersuchte die Kulturen von 105 Sprachgruppen in 25 Ländern. Diese Reise führte zur Entstehung seines 1971 veröffentlichten wirkungsmächtigsten Buches, The Destruction of Black Civilization: Great Issuea of a Race from 4500 B.C. to 2000 A.D. Darin stellt er dar, dass Afrika die Wiege der menschlichen Kultur sei und warum es trotzdem zu einem kontinuierlichen kulturellen und sozialen Niedergang der afrikanischen Völker kam. Laut Williams liege dies an einem zu großen Vertrauen der Schwarzen gegenüber Fremden und an Konflikten untereinander. Ausgehend von einem Überblick über die Geschichte Afrikas formuliert er die Forderung an die Schwarzen, aus diesen Fehlern zu lernen, sich zu organisieren und ihre Position als führendes Kulturvolk zurückzuerobern.
Die Untersuchung gilt als sein bedeutendstes Werk und wurde von Kritikern wie Amiri Baraka und John Henrik Clarke gerühmt und durch die Black Academy of Arts mit einem Preis ausgezeichnet. Die Kritik in der Zeitschrift Black Scholar betonte insbesondere die Verständlichkeit der Darstellung historischer Zusammenhänge. Negative Kritiker warfen Williams hingegen vor ein vereinfachtes konstruiertes und propagandistisches Geschichtsbild zu vermitteln sowie den Versuch, durch überlange Fußnoten- und Anmerkungsteile den akademischen Grad der Arbeit künstlich zu erhöhen.
1979 erschien Williams‘ letztes Buch, nun wieder ein historischer Roman: The Second Agreement with Hell. Die Hauptfigur Steve ist ein durch den Bürgerkrieg befreiter Sklave, der nicht, wie die meisten anderen, in die Nordstaaten auswandert. Stattdessen versucht er, sich im Süden eine Existenz aufzubauen und glaubt daran, auch dort ein Leben als freier, selbstbewusster Schwarzer führen zu können. Durch die Einführung realer Charaktere in die fiktive Handlung gelingt es Williams, die sozialen und politischen Spannungen der Zeit angemessen darzustellen.